# Slovak Open
Lo Slovak Open è un torneo professionistico di tennis giocato sul cemento indoor, che fa parte dell'ATP Challenger Tour e dell'ITF Women's Circuit. Il torneo Challenger maschile si gioca annualmente alla AXA Aréna NTC di Bratislava in Slovacchia dal 2000, quello femminile ITF si svolge nella stessa struttura, con varie interruzioni, dal 2006.
Con tre trofei Lukáš Lacko detiene il primato di categoria nel singolare mentre la coppia britannica Ken Skupski e Neal Skupski condivide con tre successi il primato con Igor Zelenay.

## Albo d'oro

### Singolare maschile
| Anno | Campione            | Finalista         | Punteggio              |
| ---- | ------------------- | ----------------- | ---------------------- |
| 2024 | Roman Safiullin     | Raphaël Collignon | 6–3, 6–4               |
| 2023 | Gabriel Diallo      | Joris De Loore    | 6–0, 7–5               |
| 2022 | Márton Fucsovics    | Fábián Marozsán   | 6–2, 6–4               |
| 2021 | Tallon Griekspoor   | Zsombor Piros     | 6–3, 6–2               |
| 2020 | Maximilian Marterer | Tomáš Macháč      | 6(5)–7, 6–2, 7–5       |
| 2019 | Dennis Novak        | Damir Džumhur     | 6–1, 6–1               |
| 2018 | Aleksandr Bublik    | Lukáš Rosol       | 6–4, 6–4               |
| 2017 | Lukáš Lacko (3)     | Marius Copil      | 6–4, 7–6(4)            |
| 2016 | Norbert Gombos      | Marius Copil      | 7–6(8), 4–6, 6–3       |
| 2015 | Egor Gerasimov      | Lukáš Lacko       | 7–6(1), 7–6(5)         |
| 2014 | Peter Gojowczyk     | Farrukh Dustov    | 7–6(2), 6–3            |
| 2013 | Lukáš Lacko (2)     | Lukáš Rosol       | 6–4, 4–6, 6–4          |
| 2012 | Lukáš Rosol         | Björn Phau        | 6(3)–7, 7–6(5), 7–5(6) |
| 2011 | Lukáš Lacko (1)     | Ričardas Berankis | 7–6(7), 6–2            |
| 2010 | Martin Kližan       | Stefan Koubek     | 7–6(4), 6–2            |
| 2009 | Michael Berrer      | Dominik Hrbatý    | 6(6)–7, 6–4, 7–6(3)    |
| 2008 | Jan Hernych         | Stephane Bohli    | 6–2, 6–4               |
| 2007 | Simone Bolelli      | Alejandro Falla   | 4–6, 7–6(7), 6–1       |
| 2006 | Michal Mertinak     | Lukáš Dlouhý      | 7–6(4), 6–4            |
| 2005 | Dominik Hrbatý      | Daniele Bracciali | 7–5, 6–1               |
| 2004 | Marcos Baghdatis    | Dominik Hrbatý    | 7–6(4), 7–6(3)         |
| 2003 | Marc Rosset         | John van Lottum   | 3–6, 6–3, 6–0          |
| 2002 | Antony Dupuis       | Karol Beck        | 4–6, 6–4, 7–6(1)       |
| 2001 | Karol Kucera        | Sargis Sargsian   | 6–1, 7–5               |
| 2000 | Davide Sanguinetti  | Rainer Schuettler | 7–5, 6–1               |

### Doppio maschile
| Anno | Campioni                                | Finalisti                             | Punteggio           |
| ---- | --------------------------------------- | ------------------------------------- | ------------------- |
| 2024 | Nicolás Barrientos Julian Cash          | André Göransson Sem Verbeek           | 6–3, 6–4            |
| 2023 | Sriram Balaji Andre Begemann            | Andrej Golubev Denys Molčanov         | 6–3, 5–7, [10–8]    |
| 2022 | Denys Molčanov (2) Oleksandr Nedovjesov | Petr Nouza Andrew Paulson             | 4–6, 6–4, [10–6]    |
| 2021 | Filip Horanský Serhij Stachovs'kyj      | Denys Molčanov Oleksandr Nedovjesov   | 6–4, 6–4            |
| 2020 | Harri Heliövaara Emil Ruusuvuori        | Lukáš Klein Alex Molčan               | 6–4, 6–3            |
| 2019 | Frederik Nielsen Tim Pütz               | Roman Jebavý Igor Zelenay             | 4–6, 7–6(4), [11–9] |
| 2018 | Denys Molčanov (1) Igor Zelenay (3)     | Ramkumar Ramanathan Andrėj Vasileŭski | 6–2, 3–6, [11–9]    |
| 2017 | Ken Skupski (3 Neal Skupski (3)         | Sander Arends Antonio Šančić          | 5–7, 6–3, [10–8]    |
| 2016 | Ken Skupski (2) Neal Skupski (2)        | Purav Raja Divij Sharan               | 4–6, 6–3, [10–5]    |
| 2015 | Ilija Bozoljac Igor Zelenay (2)         | Ken Skupski Neal Skupski              | 7–6(3), 4–6, [10–5] |
| 2014 | Ken Skupski (1) Neal Skupski (1)        | Norbert Gombos Adam Pavlásek          | 6–3, 7–6(3)         |
| 2013 | Henri Kontinen Andreas Siljeström       | Gero Kretschmer Jan-Lennard Struff    | 7–6(6), 6–2         |
| 2012 | Lukáš Dlouhý Michail Elgin              | Philipp Marx Florin Mergea            | 6(5)–7, 6–2, [10–6] |
| 2011 | Jan Hájek Lukáš Lacko                   | Lukáš Rosol David Škoch               | 7–5, 7–5            |
| 2010 | Colin Fleming Jamie Murray              | Travis Parrott Filip Polášek          | 6–2, 3–6, [10–6]    |
| 2009 | Philipp Marx Igor Zelenay (1)           | Leoš Friedl David Škoch               | 6–4, 6–4            |
| 2008 | František Čermák Lukasz Kubot           | Philipp Petzschner Alexander Peya     | 6–4, 6–4            |
| 2007 | Tomáš Cibulec Jaroslav Levinský         | Chris Haggard Miša Zverev             | 6–4, 2–6, [10–8]    |
| 2006 | Eric Butorac Travis Parrott             | Jordan Kerr Jamie Murray              | 7–5, 6–3            |
| 2005 | Chris Haggard Jean-Claude Scherrer      | Dominik Hrbatý Michal Mertinak        | 6–3, 2–6, 7–6(4)    |
| 2004 | Simon Aspelin Graydon Oliver            | Jonathan Erlich Noam Okun             | 7–6(5), 6–3         |
| 2003 | Jonathan Erlich Harel Levy              | Mario Ančić Martin Garcia             | 7–6(7), 6–3         |
| 2002 | Scott Humphries Mark Merklein           | Leoš Friedl David Škoch               | 3–6, 6–4, 6–2       |
| 2001 | Petr Luxa Radek Štěpánek                | František Čermák Ota Fukárek          | 6–4, 6–3            |
| 2000 | Paul Hanley Paul Rosner                 | Jonathan Erlich Aleksandar Kitinov    | 6–4, 6–4            |

### Singolare femminile
| Anno       | Campionessa              | Finalista          | Punteggio        |
| ---------- | ------------------------ | ------------------ | ---------------- |
| 2024       | Mia Pohánková            | Renáta Jamrichová  | 2-6, 6-4, 6-2    |
| 2023       | Ella Seidel              | Sofya Lansere      | 6–4, 7–6(4)      |
| 2022       | Ana Konjuh               | Nigina Abduraimova | 2–6, 6–0, 7–6(2) |
| 2021- 2017 | Non disputato            | Non disputato      | Non disputato    |
| 2016       | Andreea Mitu             | Denisa Allertová   | 6–2, 6–3         |
| 2015       | Jesika Malečková         | Anhelina Kalinina  | 4–6, 7–6(3), 6–4 |
| 2014- 2012 | Non disputato            | Non disputato      | Non disputato    |
| 2011       | Lesja Curenko            | Karolína Plíšková  | 7–5, 6–3         |
| 2010       | Kateryna Bondarenko      | Evgeniya Rodina    | 7–6(3), 6–2      |
| 2009       | Evgeniya Rodina          | Renata Voráčová    | 6–4, 6–2         |
| 2008       | Anastasia Pavlyuchenkova | Michaëlla Krajicek | 6–3, 6–1         |
| 2007       | Tatjana Malek            | Petra Kvitová      | 6–2, 7–6(7)      |
| 2006       | Dominika Cibulková       | Kristina Barrois   | 7–5, 6–1         |

### Doppio femminile
| Anno       | Campionesse                                    | Finaliste                            | Punteggio           |
| ---------- | ---------------------------------------------- | ------------------------------------ | ------------------- |
| 2024       | Isabelle Haverlag Elena Pridankina             | Katarína Kužmová Nina Vargová        | 7-5, 6–2            |
| 2023       | Estelle Cascino Jesika Maleckova (2)           | Denisa Hindova Karolina Kubanova     | 6–3, 6–2            |
| 2022       | Jesika Maleckova (1) Renata Voracova (2)       | Katarina Kuzmova Viktoria Hruncakova | 2–6, 7–5, [13–11]   |
| 2021- 2017 | Non disputato                                  | Non disputato                        | Non disputato       |
| 2016       | Jocelyn Rae Anna Smith                         | Quirine Lemoine Eva Wacanno          | 6–3, 6–2            |
| 2015       | Dalila Jakupović Anne Schäfer                  | Michaela Hončová Chantal Škamlová    | 6(5)–7, 6–2, [10–8] |
| 2014- 2012 | Non disputato                                  | Non disputato                        | Non disputato       |
| 2011       | Naomi Broady Kristina Mladenovic               | Karolína Plíšková Kristýna Plíšková  | 5–7, 6–4, [10–2]    |
| 2010       | Emma Laine Irena Pavlović                      | Claire Feuerstein Valeria Savinykh   | 6–4, 6–4            |
| 2009       | Sofia Arvidsson Michaëlla Krajicek             | Tatiana Poutchek Arina Rodionova     | 6–3, 6–4            |
| 2008       | Andrea Hlaváčková Lucie Hradecká               | Akgul Amanmuradova Monica Niculescu  | 7–6(1), 6–1         |
| 2007       | Renata Voráčová (1) Barbora Záhlavová-Strýcová | Anastasia Rodionova Olga Savchuk     | 6–4, 6–4            |
| 2006       | Klaudia Jans Alicja Rosolska                   | Lucie Hradecká Michaela Paštiková    | 6–1, 6–3            |